# Eisschnelllauf-Sprintweltmeisterschaft 1972
Die 3. Eisschnelllauf-Sprintweltmeisterschaft wurde vom 26. bis 27. Februar im schwedischen Eskilstuna ausgetragen.

## Wettbewerb
- 61 Sportler aus 14 Nationen nahmen am Mehrkampf teil

| Teilnehmende Nationen                            | Teilnehmende Nationen                                | Teilnehmende Nationen               | Teilnehmende Nationen          |
| ------------------------------------------------ | ---------------------------------------------------- | ----------------------------------- | ------------------------------ |
| Australien Österreich Kanada Volksrepublik China | Finnland BR Deutschland Vereinigtes Königreich Japan | Niederlande Norwegen Polen Schweden | Sowjetunion Vereinigte Staaten |

### Frauen

#### Endstand
- Zeigt die zwölf erfolgreichsten Sportlerinnen der Sprint-WM

| Rang | Name                  | 1. Lauf 500 Meter | Pkt.  | 1. Lauf 1.000 Meter | Pkt.  | 2. Lauf 500 Meter | Pkt.  | 2. Lauf 1.000 Meter | Pkt.  | Gesamt- pkt. |
| ---- | --------------------- | ----------------- | ----- | ------------------- | ----- | ----------------- | ----- | ------------------- | ----- | ------------ |
| 1    | Monika Pflug          | 45,15 (5)         | 45,15 | 1:32,39 (3)         | 46,19 | 45,36 (5)         | 45,36 | 1:32,76 (2)         | 46,38 | 183,085      |
| 2    | Dianne Holum          | 45,33 (8)         | 45,33 | 1:31,88 (1)         | 45,94 | 45,75 (11)        | 45,75 | 1:32,65 (1)         | 46,32 | 183,345      |
| 3    | Ljudmila Titowa       | 45,32 (7)         | 45,32 | 1:32,57 (4)         | 46,28 | 44,94 (2)         | 44,94 | 1:33,79 (7)         | 46,89 | 183,440      |
| 4    | Atje Keulen-Deelstra  | 44,96 (3)         | 44,96 | 1:32,37 (2)         | 46,18 | 45,55 (7)         | 45,55 | 1:33,65 (5)         | 46,82 | 183,520      |
| 5    | Sigrid Sundby         | 45,12 (4)         | 45,12 | 1:32,73 (5)         | 46,36 | 45,61 (9)         | 45,61 | 1:33,48 (4)         | 46,74 | 183,835      |
| 6    | Leah Poulos           | 44,64 (2)         | 44,64 | 1:33,17 (9)         | 46,58 | 44,99 (3)         | 44,99 | 1:35,81 (13)        | 47,90 | 184,120      |
| 7    | Connie Carpenter      | 45,34 (9)         | 45,34 | 1:32,93 (6)         | 46,46 | 45,45 (6)         | 45,45 | 1:34,73 (10)        | 47,36 | 184,620      |
| 8    | Sheila Young          | 44,20 (1)         | 44,20 | 1:34,87 (12)        | 47,43 | 44,76 (1)         | 44,76 | 1:37,60 (17)        | 48,80 | 185,195      |
| 9    | Ellie van den Brom    | 45,69 (14)        | 45,69 | 1:33,14 (8)         | 46,57 | 46,2 (17)         | 46,20 | 1:33,76 (6)         | 46,88 | 185,340      |
| 10   | Christina Baas-Kaiser | 46,00 (17)        | 46,00 | 1:32,93 (6)         | 46,46 | 46,56 (18)        | 46,56 | 1:33,17 (3)         | 46,58 | 185,610      |
| 11   | Trijnie Rep           | 45,76 (16)        | 45,76 | 1:33,47 (10)        | 46,73 | 46,14 (16)        | 46,14 | 1:34,49 (8)         | 47,24 | 185,880      |
| 12   | Wera Surowikina       | 45,75 (15)        | 45,75 | 1:34,55 (11)        | 47,27 | 45,95 (13)        | 45,95 | 1:34,54 (9)         | 47,27 | 186,245      |

#### 1. Lauf 500 Meter
| Platz | Name                   | Land               | Zeit  | Punkte |
| ----- | ---------------------- | ------------------ | ----- | ------ |
| 1     | Sheila Young           | Vereinigte Staaten | 44,20 | 44,20  |
| 2     | Leah Poulos            | Vereinigte Staaten | 44,64 | 44,64  |
| 3     | Atje Keulen-Deelstra   | Niederlande        | 44,96 | 44,96  |
| 4     | Sigrid Sundby          | Norwegen           | 45,12 | 45,12  |
| 5     | Monika Pflug           | BR Deutschland     | 45,15 | 45,15  |
| 6     | Sylvia Burka           | Kanada             | 45,30 | 45,30  |
| 7     | Ljudmila Titowa        | Sowjetunion        | 45,32 | 45,32  |
| 8     | Dianne Holum           | Vereinigte Staaten | 45,33 | 45,33  |
| 9     | Connie Carpenter       | Vereinigte Staaten | 45,34 | 45,34  |
| 10    | Sachiko Saito-Yobekura | Japan              | 45,39 | 45,39  |

#### 1. Lauf 1.000 Meter
| Platz | Name                                   | Land                           | Zeit    | Punkte |
| ----- | -------------------------------------- | ------------------------------ | ------- | ------ |
| 1     | Dianne Holum                           | Vereinigte Staaten             | 1:31,88 | 45,94  |
| 2     | Atje Keulen-Deelstra                   | Niederlande                    | 1:32,37 | 46,18  |
| 3     | Monika Pflug                           | BR Deutschland                 | 1:32,39 | 46,19  |
| 4     | Ljudmila Titowa                        | Sowjetunion                    | 1:32,57 | 46,28  |
| 5     | Sigrid Sundby                          | Norwegen                       | 1:32,73 | 46,36  |
| 6     | Connie Carpenter Christina Baas-Kaiser | Vereinigte Staaten Niederlande | 1:32,93 | 46,46  |
| 8     | Ellie van den Brom                     | Niederlande                    | 1:33,14 | 46,57  |
| 9     | Leah Poulos                            | Vereinigte Staaten             | 1:33,17 | 46,58  |
| 10    | Trijnie Rep                            | Niederlande                    | 1:33,47 | 46,73  |

#### 2. Lauf 500 Meter
| Platz | Name                   | Land               | Zeit  | Punkte |
| ----- | ---------------------- | ------------------ | ----- | ------ |
| 1     | Sheila Young           | Vereinigte Staaten | 44,76 | 44,76  |
| 2     | Ljudmila Titowa        | Sowjetunion        | 44,94 | 44,94  |
| 3     | Leah Poulos            | Vereinigte Staaten | 44,99 | 44,99  |
| 4     | Wera Krasnowa          | Sowjetunion        | 45,19 | 45,19  |
| 5     | Monika Pflug           | BR Deutschland     | 45,36 | 45,36  |
| 6     | Connie Carpenter       | Vereinigte Staaten | 45,45 | 45,45  |
| 7     | Atje Keulen-Deelstra   | Niederlande        | 45,55 | 45,55  |
| 8     | Alla Butova-Bujanova   | Sowjetunion        | 45,59 | 45,59  |
| 9     | Sigrid Sundby          | Norwegen           | 45,61 | 45,61  |
| 10    | Sachiko Saito-Yobekura | Japan              | 45,70 | 45,70  |

#### 2. Lauf 1.000 Meter
| Platz | Name                 | Land               | Zeit    | Punkte |
| ----- | -------------------- | ------------------ | ------- | ------ |
| 1     | Dianne Holum         | Vereinigte Staaten | 1:32,65 | 46,32  |
| 2     | Monika Pflug         | BR Deutschland     | 1:32,76 | 46,38  |
| 3     | Stien Baas-Kaiser    | Niederlande        | 1:33,17 | 46,58  |
| 4     | Sigrid Sundby        | Norwegen           | 1:33,48 | 46,74  |
| 5     | Atje Keulen-Deelstra | Niederlande        | 1:33,65 | 46,82  |
| 6     | Ellie van den Brom   | Niederlande        | 1:33,76 | 46,88  |
| 7     | Ljudmila Titowa      | Sowjetunion        | 1:33,79 | 46,89  |
| 8     | Trijnie Rep          | Niederlande        | 1:34,49 | 47,24  |
| 9     | Wera Surowikina      | Sowjetunion        | 1:34,54 | 47,27  |
| 10    | Connie Carpenter     | Vereinigte Staaten | 1:34,73 | 47,36  |

### Männer

#### Endstand
- Zeigt die zwölf erfolgreichsten Sportler der Sprint-WM

| Rang | Name           | 1. Lauf 500 Meter | Pkt.  | 1. Lauf 1.000 Meter | Pkt.  | 2. Lauf 500 Meter | Pkt.  | 2. Lauf 1.000 Meter | Pkt.  | Gesamt- pkt. |
| ---- | -------------- | ----------------- | ----- | ------------------- | ----- | ----------------- | ----- | ------------------- | ----- | ------------ |
| 1    | Leo Linkovesi  | 38,97 (1)         | 38,97 | 1:22,83 (15)        | 41,41 | 39,00 (1)         | 39,00 | 1:23,08 (16)        | 41,54 | 160,925      |
| 2    | Waleri Muratow | 39,53 (3)         | 39,53 | 1:22,04 (7)         | 41,02 | 39,68 (2)         | 39,68 | 1:21,83 (4)         | 40,91 | 161,145      |
| 3    | Ard Schenk     | 40,91 (16)        | 40,91 | 1:20,02 (1)         | 40,01 | 40,62 (16)        | 40,62 | 1:19,93 (1)         | 39,96 | 161,505      |
| 4    | Hasse Börjes   | 39,18 (2)         | 39,18 | 1:22,43 (11)        | 41,21 | 40,01 (6)         | 40,01 | 1:22,28 (7)         | 41,14 | 161,545      |
| 5    | Ove König      | 39,72 (5)         | 39,72 | 1:22,39 (10)        | 41,19 | 39,79 (3)         | 39,79 | 1:21,74 (3)         | 40,87 | 161,575      |
| 6    | Roar Grønvold  | 39,95 (8)         | 39,95 | 1:21,32 (2)         | 40,66 | 40,60 (15)        | 40,60 | 1:21,34 (2)         | 40,67 | 161,880      |
| 7    | Per Bjørang    | 39,60 (4)         | 39,60 | 1:22,03 (6)         | 41,01 | 39,89 (5)         | 39,89 | 1:23,44 (20)        | 41,72 | 162,225      |
| 8    | Johan Granath  | 40,27 (11)        | 40,27 | 1:21,50 (4)         | 40,75 | 40,33 (10)        | 40,33 | 1:22,12 (6)         | 41,06 | 162,410      |
| 9    | Jan Bazen      | 40,52 (15)        | 40,52 | 1:21,95 (5)         | 40,97 | 40,40 (11)        | 40,40 | 1:22,47 (10)        | 41,23 | 163,130      |
| 10   | Jos Valentijn  | 40,18 (9)         | 40,18 | 1:22,48 (13)        | 41,24 | 40,41 (12)        | 40,41 | 1:22,70 (14)        | 41,35 | 163,180      |
| 11   | Lasse Efskind  | 39,93 (7)         | 39,93 | 1:23,08 (17)        | 41,54 | 40,49 (13)        | 40,49 | 1:22,49 (11)        | 41,24 | 163,205      |
| 12   | Seppo Hänninen | 39,80 (6)         | 39,80 | 1:23,77 (19)        | 41,88 | 39,84 (4)         | 39,84 | 1:23,37 (19)        | 41,68 | 163,210      |

#### 1. Lauf 500 Meter
| Platz | Name              | Land           | Zeit  | Punkte |
| ----- | ----------------- | -------------- | ----- | ------ |
| 1     | Leo Linkovesi     | Finnland       | 38,97 | 38,97  |
| 2     | Hasse Börjes      | Schweden       | 39,18 | 39,18  |
| 3     | Waleri Muratow    | Sowjetunion    | 39,53 | 39,53  |
| 4     | Per Bjørang       | Norwegen       | 39,60 | 39,60  |
| 5     | Ove König         | Schweden       | 39,72 | 39,72  |
| 6     | Seppo Hänninen    | Finnland       | 39,80 | 39,80  |
| 7     | Lasse Efskind     | Norwegen       | 39,93 | 39,93  |
| 8     | Roar Grønvold     | Norwegen       | 39,95 | 39,95  |
| 9     | Jos Valentijn     | Niederlande    | 40,18 | 40,18  |
| 10    | Takayuki Hida     | Japan          | 40,24 | 40,24  |
|       |                   |                |       |        |
| 19    | Hans Lichtenstern | BR Deutschland | 41,26 | 41,26  |
| 23    | Helmut Kraus      | BR Deutschland | 41,88 | 41,88  |

#### 1. Lauf 1.000 Meter
| Platz | Name              | Land               | Zeit    | Punkte |
| ----- | ----------------- | ------------------ | ------- | ------ |
| 1     | Ard Schenk        | Niederlande        | 1:20,02 | 40,01  |
| 2     | Roar Grønvold     | Norwegen           | 1:21,32 | 40,66  |
| 3     | Bjørn Tveter      | Norwegen           | 1:21,48 | 40,74  |
| 4     | Johan Granath     | Schweden           | 1:21,50 | 40,75  |
| 5     | Jan Bazen         | Niederlande        | 1:21,95 | 40,97  |
| 6     | Per Bjørang       | Norwegen           | 1:22,03 | 41,01  |
| 7     | Waleri Muratow    | Sowjetunion        | 1:22,04 | 41,02  |
| 8     | Dan Carroll       | Vereinigte Staaten | 1:22,15 | 41,07  |
| 9     | Alf Ivar Eriksen  | Norwegen           | 1:22,26 | 41,13  |
| 10    | Ove König         | Schweden           | 1:22,39 | 41,19  |
|       |                   |                    |         |        |
| 21    | Otmar Braunecker  | Österreich         | 1:24,15 | 42,07  |
| 24    | Horst Freese      | BR Deutschland     | 1:25,65 | 42,82  |
| 25    | Helmut Kraus      | BR Deutschland     | 1:26,61 | 43,30  |
| 29    | Hans Lichtenstern | BR Deutschland     | 1:27,11 | 43,55  |

#### 2. Lauf 500 Meter
| Platz | Name              | Land               | Zeit  | Punkte |
| ----- | ----------------- | ------------------ | ----- | ------ |
| 1     | Leo Linkovesi     | Finnland           | 39,00 | 39,00  |
| 2     | Waleri Muratow    | Sowjetunion        | 39,68 | 39,68  |
| 3     | Ove König         | Schweden           | 39,79 | 39,79  |
| 4     | Seppo Hänninen    | Finnland           | 39,84 | 39,84  |
| 5     | Per Bjørang       | Norwegen           | 39,89 | 39,89  |
| 6     | Hasse Börjes      | Schweden           | 40,01 | 40,01  |
| 7     | Wladimir Komarow  | Sowjetunion        | 40,02 | 40,02  |
| 8     | Peter Eberling    | Vereinigte Staaten | 40,10 | 40,10  |
| 9     | Horst Freese      | BR Deutschland     | 40,32 | 40,32  |
| 10    | Johan Granath     | Schweden           | 40,33 | 40,33  |
|       |                   |                    |       |        |
| 18    | Otmar Braunecker  | Österreich         | 41,12 | 41,12  |
| 22    | Hans Lichtenstern | BR Deutschland     | 41,46 | 41,46  |
| 27    | Helmut Kraus      | BR Deutschland     | 42,16 | 42,16  |

#### 2. Lauf 1.000 Meter
| Platz | Name              | Land           | Zeit    | Punkte |
| ----- | ----------------- | -------------- | ------- | ------ |
| 1     | Ard Schenk        | Niederlande    | 1:19,93 | 39,96  |
| 2     | Roar Grønvold     | Norwegen       | 1:21,34 | 40,67  |
| 3     | Ove König         | Schweden       | 1:21,74 | 40,87  |
| 4     | Waleri Muratow    | Sowjetunion    | 1:21,83 | 40,91  |
| 5     | Bjørn Tveter      | Norwegen       | 1:21,95 | 40,97  |
| 6     | Johan Granath     | Schweden       | 1:22,12 | 41,06  |
| 7     | Hasse Börjes      | Schweden       | 1:22,28 | 41,14  |
| 8     | Mats Wallberg     | Schweden       | 1:22,33 | 41,16  |
| 9     | Jan Bols          | Niederlande    | 1:22,46 | 41,23  |
| 10    | Jan Bazen         | Niederlande    | 1:22,47 | 41,23  |
|       |                   |                |         |        |
| 22    | Horst Freese      | BR Deutschland | 1:23,97 | 41,98  |
| 23    | Otmar Braunecker  | Österreich     | 1:24,83 | 42,41  |
| 27    | Helmut Kraus      | BR Deutschland | 1:26,98 | 43,49  |
| 28    | Hans Lichtenstern | BR Deutschland | 1:27,31 | 43,65  |